# Церква Святого Великомученика Димитрія Солунського (Білі Ослави)
Церква Святого Великомученика Димитрія Солунського (Білі Ослави) — дерев'яна гуцульська церква Надвірнянського благочиння Коломийської єпархії Православної церкви України в с. Білі Ослави Івано-Франківської області, Україна, пам'ятка архітектури національного значення.   

## Історія
Церква датована 1835 роком, побудована майстрами  Бойковим Г., Щерблюком В., Біряком І. та Костєвим С. У радянський період церква  охоронялась як пам'ятка архітектури Української РСР (№ 1185). Наразі використовується громадою Православної церкви України. З 1996 року в храмі служить о. Василь Ужитчак, який служить також в церкві Непорочного зачаття Пречистої Діви Марії, розташованій у верхній частині села. 

## Священники
о. Омельян Гадзинський – (1892 – 1894 рр.); 
о. Діонізій Балицький – (1895 – 1897 рр.) 
о. Іван Городиський – (1897 – 1903 рр.); 
о. Констянтин Андрухович – (1904 – 1909 рр.); 
о. Микола Руденький – (1910 – 1911 рр.); 
о. Антоній Глодзинський – (1912 – 1913 рр.); 
о. Іван Чорнобривий – (1913 – 1921 рр.); 
о. Михайло Дурделло – (1921 – 1927 рр.); 
о. Лев Калинський – (1927 – 1928 рр.);
o.Йосип Василинка – (1929 – 1930 рр.); 
о. Степан Дзюбій – (1930 – 1932 рр.); 
о. Євстахій Сливінський – (1932 – 1934 рр.); 
о. Ярослав Матвіїв – (1934 – 1936 рр.); 
о. Володимир Пилипець – (1936 – 1944 рр.); 
о. Луць – (1944 – 1946 рр.); 
о. Роман Семків – (1946 – 1947 рр.); 
о. Бандурак – (1952 – 1956 рр.); 
о. Михайло Борса – (1956 – 1958 рр.); 
о. Йосип Процьків – (1958 – 1977 р.); 
о. Михайло Дяк – (1977 – 1980 рр.); 
о. Микола Ужитчак – (1980 – 1981 рр.); 
о. Микола Юрчук – (1981 – 1989 рр.); 
о. Василь Бойчук – (1989 – 1996 рр.); 
о. Василь Ужитчак (з 1996 р.); 
Храмове свято 26 жовтня.

## Архітектура
Церква хрестоподібна в плані, однобанна з квадратним зрубом нави та однаковими прямокутними зрубами бабинця, вівтаря та рамен. До вівтаря прибудовано ризницю, а до бабинця притвор. Опасання розташоване на вінцях зрубів навколо церкви, оббите бляхою, як і простір стін і дахів церкви над ним.  В стінах пробиті квадратні вікна, наразі замінені на пластикові. Над зрубом нави розташована восьмигранна основа бані шатрового типу з ліхтарем і маківкою. На рівні нижньої частини цієї основи розташовані вершки двоскатних дахів бокових зрубів. В 2013 роках центральну частину храму розписав художник з Василь Василишин.

## Дзвіниця
Біля церкви розташовується двоярусна квадратна, дерев'яна дзвіниця.  Перший ярус зі зрубу, а верхній побудовані в каркасний спосіб з акрадним виконанням. Дзвіниця була перекрита новою бляхою в 2013 році.